# Åkerbo, Bankekinds och Hanekinds domsaga
Åkerbo, Bankekinds och Hanekinds domsaga var en domsaga i Östergötlands län, bildad 1853 när Åkerbo, Bankekinds, Hanekinds, Memmings och Skärkinds häraders domsaga delades upp. 
Domsagan lydde under Göta hovrätt och omfattade häraderna Åkerbo, Bankekind och Hanekind. 1 januari 1924 upplöstes domsagan och verksamheten överfördes till Linköpings domsaga.

## Tingslag
- Åkerbo tingslag till 1889
- Bankekinds tingslag till 1889
- Hanekinds tingslag till 1889
- Åkerbo, Bankekinds och Hanekinds tingslag från 1889

## Häradshövdingar
| Ämbetstid | Namn                       | Levandstid |
| --------- | -------------------------- | ---------- |
| 1853-1869 | Claes Peter Bursie         |            |
| 1869-1888 | Clas Gustaf Nikanor Livijn |            |
| 1888-1908 | Frithjof Gustafson         | 1850–1908  |
| 1909-1923 | Carl Åstrand               | 1867–1952  |